# Филип Аврамов (актьор)
Вижте пояснителната страница за други личности с името Филип Аврамов.
Филип Георгиев Аврамов е български актьор.

## Биография
Роден е в София на 9 септември 1974 г. Завършва през 1997 г. НАТФИЗ „Кръстьо Сарафов“ със специалност актьорско майсторство за драматичен театър в класа на проф. Енчо Халачев. Дебютира в ролята на Фифи в спектакъла „Шапката на клоуна“ в Театър „Сълза и смях“ (1997). Още на 8 години Филип Аврамов попада в Радиотеатъра на Националното радио. Тръгнал към Детския радиохор, но попаднал в Детския радиотеатър. Първо се обучава в школата на Минчо Събев, а след това в детската група на Театър „Сълза и смях“ с ръководител Венцислав Кисьов. След като не го приемат във ВИТИЗ, отива в Благоевград в театралната студия на проф. Енчо Халачев. Там се занимава с етюди, сценична реч, пластика и теория на театъра. Същата година кандидатства отново във ВИТИЗ, но този път във Варна (това е единственият случай, когато изпитът за театралната академия е бил изнесен и в още един град). Приет е. И въпреки че Тодор Колев му казва да се запише в класа на проф. Крикор Азарян, Филип Аврамов остава верен на своя преподавател проф. Енчо Халачев.
Работи в НДТ „Сълза и смях“ (1997), на свободна практика (1997 – 2000, 2001 – 2005), в Народния театър „Иван Вазов“ (2000 – 2001) и в Малък градски театър „Зад канала“ (от 2005). Гастролира в Театрална работилница „Сфумато“, РДТ „Смолян“, Държавен сатиричен театър, Театър „Българска армия“ и др. Известно време е водещ на телевизионното предаване Царете на комедията. Участвал е в предаването на Нова телевизия „Маскираният певец“ в ролите на Бикът и Тиборгът (специален гост-маска). Филип Аврамов е любимец на зрителите, познат от малкия екран с ролята си на Костадин в сериала „Домашен арест“, а също и с участията му в едни от най-популярните български филмови заглавия – „Кецове“, „Тилт“, „Шивачки“, „Писмо до Америка“, „Като за последно“, „Голата истина за група Жигули“, „Чичо Коледа“ и др.
Участва в множество музикални проекти, пеейки и свирейки на китара. Филип Аврамов е най-успешният имитатор на легендарния актьор Тодор Колев.
Сред наградите му са призът за най-добър актьор от фестивала на българския филм „Златна роза 2011“ във Варна (в „Номер 1“ на Атанас Христосков и режисьорския дебют на колегата му Валери Йорданов „Кецове“) и „Аскеер 2010“ за поддържащата мъжка роля на Игор Томски в „Дама пика“ по А.С. Пушкин, постановка на Бина Харалампиева и „Икар“ за водеща мъжка роля, заедно с Валери Йорданов в спектакъла „Ничия земя“.

## Обществени дейности
Филип Аврамов участва в редица благотворителни инициативи. Участва в спектакъла „Приятели за Мирелла“ през 2015 г., в „Най-големият урок в света“ на УНИЦЕФ  и съвместната кампания на bTV Media Group и УНИЦЕФ „Бъдеще без насилие за всяко дете“. Участва в „Приказки за слънцето, приказки за доброто“ – това е заглавието на четвъртия благотворителен авторски календар на Сдружение на родителите на деца със синдром на Даун . Актьорът Филип Аврамов е част от българските звезди, които се включиха към борбата с COVID-19 с доброволчески дейности.

## Кариера в дублажа
От 2011 г. Аврамов се занимава с озвучаване на филми и сериали, записани в студио „Александра Аудио“.

## Пиеси
- „Веселите уиндзорки“ по Уилям Шекспир
- „Глупаци“ по Нийл Саймън
- „Дон Жуан“ по Жан-Батист Молиер
- „Ничия земя“ по Данис Танович
- „Предградие“ по Ерик Богосян
- „Нощта на рокендрола“ на Добрин Векилов - Дони
- „Дванадесета нощ“ по Уилям Шекспир
- „Ритъм енд Блус“, авторски спектакъл на Румен Цонев
- „Плажът“ по Съни Сънински
- „Завинаги и още един ден“, реж. Красимир Ранков
- „Амок“ на Касиел Ноа Ашер
- „Демонът от Скопие“ по Горан Стефановски
- „Ритъм енд Блус 2“ по Румен Цонев
- „Охранители“ по Джон Годбър
- „Дама Пика“ по А.С. Пушкин
- „Капитала срещу няма да платим“ по Съни Сънински
- „Тапетите на времето“, сценарий и постановка Юлия Огнянова
- „Четири чифта пагони“ по Камен Донев
- „Тапетите на времето“, сценарий и постановка Юлия Огнянова
- „Канкун“ по Жорди Галсеран
- „Недоразбраната цивилизация (или Загадката на пирамидите)“ по Теди Москов
- „Човекоядката“ по Иван Радоев
- „Ти Ви ми Янко“
- „Всичко от което имаш нужда" По текстове на Виктор Пелевин, Габриел Барили и Жорж Юлгар
- „Болница накрай света“ по Христо Бойчев
- „Аз обичам, ти обичаш, тя обича“ от Теди Москов и Симон Шварц
- „Бял заек, червен заек - с участието на Филип Аврамов“ по Насим Сюлейманпур
- „Изненадата“ по Надежда Птушкина
- „Последната нощ на Сократ“ от Стефан Цанев
- „Сватба със закъснител“ по Робин Хоудън
- „Образцов дом №6“ по Орлин Дяков
- „Без асансьор“ от Себастиeн Тиери
- „Странната двойка“ от Нийл Саймън, реж. Андрей Аврамов
- „Общежитие или общо житие“, спектакъл на Съни Сънински по текстове на Константин Костенко, Виктор Ляпин и Олег Ерньов
- „Козият рог“ от Николай Хайтов
- „Бай Рок“, по идея и текст на Филип Аврамов
- „По-полека“ от Ваня Щерева и Стайко Мурджев
- „Защото съм известен“ – комедийно шоу по текст на Филип Аврамов и Христина Димитрова

## Филмография
- Чичо Коледа (2021) - чичо Коледа
- Голата истина за група Жигули (2021) – Васо
- Като за последно (2021) – отец Боян
- Имало една война (2019) - ранен сърбин
- Доза щастие (2019) – Шофьор на такси
- Скъпи наследници (2018) – Ленин
- Радиограмофон (2017)
- Възвишение (филм) (2017) – Димитър Общи
- Моля те, Нептуне! (2017) – спасителят бате Димо
- Летовници (2016) – кмета
- Бартер (2015) – Хиндо
- Виолета, Жоро и аз (2012)
- Номер 1 (2011) – Стефан
- Домашен арест (2011 – 2013) – Костадин (Коцето) Коцев
- Кецове (2011) – Кос
- Тилт (2011) – Змията
- Раци (2009)
- Шивачки (2007)
- Патриархат (7-сер. тв, 2005) – бъчваря
- Годината на петела (2003) – ратаят Горчо
- Kalabush (2002)
- Писмо до Америка (2001) – Иван
- Опашката на дявола (2001) – операторът
- Каталии (2001) – „Пандиза“
- Кал (1997)
- Лагерът (1990) – Вожда

## Роли в дублажа
Сериали
- „Марвин Марвин“, 2013

Анимационни филми
- „Енканто“ – Чичо Бруно Мадригал, 2021[8][9]
- „Замръзналото кралство“ – Допълнителни гласове, 2013
- „Как да си дресираш дракон 2“ – Безименен, 2014
- „Кунг-фу панда 2“ (дублаж на Александра Аудио) – Допълнителни гласове, 2012
- „Мадагаскар 3“ (дублаж на Александра Аудио) – Допълнителни гласове, 2012
- „Малката стъпка“ – Дърводелеца, 2018
- „Миньоните“ (дублаж на Александра Аудио) – Уолтър Нелсън, 2015
- „Неприятели“ – Други гласове, 2012
- „Приключенията на Тинтин: Тайната на еднорога“ – Допълнителни гласове, 2012
- „Сами вкъщи“ – Допълнителни гласове, 2016
- „Университет за таласъми“ – Допълнителни гласове, 2013

Игрални филми
- „Деца шпиони: Краят на времето“ – Аргонаут, 2011
- „Ледена принцеса“ (дублаж на Александра Аудио), 2012
- „Междузвездни войни: Епизод VIII - Последните джедаи“ – Допълнителни гласове, 2017
- „Мъпетите“ – Шведския готвач, 2012